# Chaume-et-Courchamp
Chaume-et-Courchamp är en kommun i departementet Côte-d'Or i regionen Bourgogne-Franche-Comté i östra Frankrike. Kommunen ligger i kantonen Fontaine-Française som tillhör arrondissementet Dijon. År 2022 hade Chaume-et-Courchamp 183 invånare.

## Befolkningsutveckling
Antalet invånare i kommunen Chaume-et-Courchamp
Referens:INSEE